# Columba hodgsonii
Columba hodgsonii е вид птица от семейство Гълъбови (Columbidae).

## Разпространение
Видът е разпространен в Бутан, Индия, Китай, Лаос, Мианмар, Непал, Пакистан и Тайланд.